# NGC 3685
NGC 3685 é uma galáxia elíptica (E-S0) localizada na direcção da constelação de Leo. Possui uma declinação de +04° 19' 39" e uma ascensão recta de 11 horas, 28 minutos e 16,2 segundos.